# 守秘義務
守秘義務（しゅひぎむ）とは、一定の職業や職務に従事する者や従事していた者または契約の当事者に対して課せられる、職務上知った秘密を守るべきことや、個人情報を開示しないといった義務のこと。

## 日本における守秘義務
守秘義務は、公務員・裁判官・検察官・弁護士・公認会計士・弁理士・税理士・司法書士・土地家屋調査士・行政書士・社会保険労務士・海事代理士・医師・歯科医師・薬剤師・救急救命士・看護師・介護福祉士・中小企業診断士・宅地建物取引士・無線従事者・教師・銀行員・郵便局の職員など、その職務の特性上、秘密と個人情報の保持が必要とされる職業について、それぞれ法律により定められている。当然、自分の家族や友人であっても漏らすことは禁止されている。これらの法律上の守秘義務を課された者が、正当な理由（令状による強制捜査など）がなく、職務上知り得た秘密の内容を漏らした場合（故意または過失、若しくは窃用を含む）、各法令で処罰の対象となる。上記以外の職業であっても、就業規則としての守秘義務を課せられることが多い。例えば、自社の戦略を同業他社に知られないよう気を付ける必要がある。これは「法律上の」守秘義務ではないとはいえ、損害賠償を請求されたり懲戒解雇されるなど重大な行為である。
守秘義務の存在にかかわらず、職務上知り得た秘密を開示することが認められる「正当な理由」の範囲や対象については、法解釈上、非常に難しい問題がある。組織に属する者が、その組織の不正行為を知り、その不正行為が守秘義務の対象となる情報を含んでいる場合、その者が内部告発することによって確保される公益と、その者に課せられている守秘義務のいずれが尊重されるべきか、という問題がある。

### 法律上の守秘義務
違反者は最高1年の懲役又は最高50万円の罰金に処せられる。
自衛隊法 （秘密を守る義務）第59条
第1項　[隊員は、職務上知ることのできた秘密を漏らしてはならない。その職を離れた後も、同様とする。」と定めている。違反者は最高1年の懲役又は最高50万円の罰金に処せられる。
違反者は最高1年の懲役又は最高50万円の罰金に処せられる。
違反者は1年以下の懲役又は50万円以下の罰金に処せられる。非特定行政法人の場合も個別法で守秘義務が課せられている場合が多い。
国立大学法人法18条
（役員及び職員の秘密保持義務）第18条 「国立大学法人の役員及び職員は、職務上知ることのできた秘密を漏らしてはならない。その職を退いた後も、同様とする。」と定めている。違反者は最高1年の懲役又は最高50万円の罰金に処せられる。
公認会計士法27条
違反者は6月以下の懲役又は50万円以下の罰金に処せられる。

#### 弁理士法30条
違反者は六月以下の拘禁刑又は五十万円以下の罰金に処せられる（弁理士法80条）。
行政書士法 （秘密を守る義務）第12条
行政書士は、正当な理由がなく、その業務上取り扱つた事項について知り得た秘密を漏らしてはならない。行政書士でなくなつた後も、また同様とする。
違反者は1年以下の懲役又は100万円以下の罰金に処せられる。
第1項の違反者は、1年以下の懲役又は50万円以下の罰金に処せられる。
第2項の違反者は、2年以下の懲役又は100万円以下の罰金に処せられる。
電波法59条
第59条「何人も法律に別段の定めがある場合を除くほか、特定の相手方に対して行われる無線通信を傍受して、その存在若しくは内容を漏らし、又はこれを窃用してはならない。」
第109条「無線局の取扱中に係る無線通信の秘密を漏らし、又は窃用した者は、1年以下の懲役又は50万円以下の罰金に処する。」
第2項 「無線通信の業務に従事する者（無線従事者）が、その業務に関し知り得た前項の秘密を漏らし、又は窃用したときは、2年以下の懲役又は100万円以下の罰金に処する。」と定められており、無線従事者免許証保持者の通信の秘密侵害・情報漏洩については、より重い厳罰化規定がある。
第1項の違反者は、最高2年の懲役又は最高100万円の罰金に処せられる。
技術士法45条
「技術士又は技術士補は、正当の理由がなく、その業務に関して知り得た秘密を漏らし、又は盗用してはならない。技術士又は技術士補でなくなつた後においても、同様とする。」と定められている。
違反者は最高1年の懲役又は最高50万円の罰金に処せられる。親告罪。
保健師助産師看護師法42条の2
第42条の2 「保健師、看護師又は准看護師は、正当な理由がなく、その業務上知り得た人の秘密を漏らしてはならない。保健師、看護師又は准看護師でなくなった後においても、同様とする。」
第44条の3 「第42条の2の規定に違反して、業務上知り得た人の秘密を漏らした者は、6月以下の懲役又は10万円以下の罰金に処する。」（第1項）
義肢装具士法 （秘密を守る義務）第40条
第40条「義肢装具士は、正当な理由がなく、その業務上知り得た人の秘密を漏らしてはならない。義肢装具士でなくなつた後においても、同様とする。」
第47条「第40条の規定に違反した者は、50万円以下の罰金に処する。」（第1項）
中小企業診断士の登録及び試験に関する規則（中小企業診断士の登録の大枠については中小企業支援法にて規定されている）
第5条第1項 「経済産業大臣は、申請者が次の各号のいずれかに該当する場合には、その登録を拒否しなければならない。」
第5条第1項第七号 「正当な理由がなく、中小企業診断士の業務上取り扱ったことに関して知り得た秘密を漏らし、又は盗用した者であって、その行為をしたと認められる日から3年を経過しないもの」
第6条第1項 「経済産業大臣は、中小企業診断士が前条各号（第九号を除く。）のいずれかに該当するに至ったとき又は不正の手段により登録を受けたことが判明したときは、その登録を取り消すものとする。」
不正競争防止法21条
不正競争防止法2条1項4号から10号は営業秘密について規定する。2015年（平成27年）度の改正で、罰金が個人で2,000万円、法人は5億円とし、海外企業への漏洩は3,000万円、10億円にそれぞれ改定された。

### 一般的な通報義務
児童虐待の防止等に関する法律（児童虐待防止法、同法6条1項）、高齢者の虐待の防止、高齢者の養護者に対する支援等に関する法律（高齢者虐待防止法、同法7条3項）、配偶者からの暴力の防止及び被害者の保護等に関する法律（配偶者暴力防止法、同法6条3項）には、刑法の秘密漏示罪の規定その他の守秘義務に関する法律の規定は、通告・通報義務の遵守を妨げるものと解釈してはならないとの規定がある。

### 秘密保持命令
民事訴訟において、準備書面または証拠の内容に営業秘密が含まれ、それが訴訟追行以外の目的で使用され、又は開示により当事者の事業活動に支障を生ずるおそれがある場合には、裁判所は当事者等に対し、その使用・開示をしないよう命ずることができる（特許法等、不正競争防止法、著作権法）。

## 米国における守秘義務

### 医師
アメリカ医師会の「医の倫理原則」の第4は「医師は患者の権利、同僚医師および他の保健職業専門家の権利を尊重しなければならない。また、法の制約の範囲内で患者の秘密を擁護しなければならない。」と守秘義務について定めている。

### 弁護士
米国では各州で弁護士倫理規定(professional code of conduct)が定められており依頼者に関する事実について守秘義務を定めている。しかし、このような内容であっても裁判所が証拠の発見に資する資料と認めるときは訴訟手続の証拠開示の対象となり訴訟で証拠として使用される可能性がある。
開示の例外として連邦民事訴訟規則に定める弁護士・依頼者間の秘匿特権 (Attorney-Client Privilege)があり、一定の要件を満たす弁護士と依頼者との間のコミュニケーションは開示の対象から除外される。
また、連邦民事訴訟規則にはワーク・プロダクトの法理(The work-product doctrine)が定められており、相手方当事者により又は相手方当事者のために訴訟又はトライアルを想定して作成した書面等は開示の対象から除外される。

## 欧州における守秘義務

### 弁護士
欧州司法裁判所は1983年、弁護士の守秘義務特権の特権を制限する判決をした。その影響で欧州22カ国の弁護士会が加盟する欧州企業内弁護士協会が設立されており、法曹の質の向上に寄与している。

## 契約上の守秘義務
法律上の守秘義務とは別に、次のような契約上の守秘義務が問題となる場合がある。
業務提携やデューディリジェンス、仲裁合意をする場合など企業秘密を互いに共有ないし提出する必要がある場合には、互いにその秘密を守ることを要求されるため、守秘義務契約（英 : en:Non-disclosure agreement・略称NDA。秘密保持契約（協約・約定） secrecy agreement または confidentiality agreement、機密保持契約などとも呼ばれる）を締結することがある。これらは従来は民事上の契約に過ぎなかったが、近年の不正競争防止法の罰則強化により、契約違反には刑事罰が課せられる可能性が生じ、事実上強い強制力を持つようになっている。
民間企業において、製品開発、特許基礎技術の研究、個人情報を取り扱う業務などで、一般の従業員に対して、退職後も守秘義務を課する旨の就業規則等が定められていたり、個別の労働契約等を締結し、従業員がこれに違反した場合、懲戒に処したり、退職後であっても損害賠償を請求する場合がある。退職後の行動に一定の制約を課すものであることに照らすと、こうした合意は、その内容が合理的で、被用者の退職後の行動を過度に制約するものでない限り有効と解されるべきである（エイシンフーズ事件、東京地判平成29年10月25日）。これについては、様々な裁判例がある。
要約筆記奉仕員のような、利用者のプライバシーに直接関連する業務については、従事する者がボランティアで行っていたとしても、秘密を守ることが要求される。
報道
報道のための取材を行う記者などは、取材源の保護と、報道の自由を全うするために、取材源の秘匿を行う。そのために、これら記者などには取材源を秘匿すべき職業倫理上の守秘義務があると解されている。
アメリカでは記者特権（アメリカ合衆国でのシールド法）によって州レベルでは保護されるが、連邦レベルでの裁判（国家機密情報漏洩の疑い）の場合は保護されていないケースがある。日本では法的な保護はなく、裁判では職業の秘密などとして配慮はなされるが、公正な裁判の実現を優先する場合もある。
これらの契約上の守秘義務に関する詳細については、それぞれの関連項目を参照されたい。

## 守秘義務に関する事件
- 徴税トラの巻事件
- 西山事件
- 尖閣諸島中国漁船衝突映像流出事件
- 青柳幸一司法試験回答漏洩事件
- ナイスアシスト事件
- 鹿児島県警内部告発事件

## 関連法規
- 国家公務員法（昭和二十二年法律第百二十号）.e-Gov法令検索. 総務省行政管理局
- 地方公務員法（昭和二十五年法律第二百六十一号）.e-Gov法令検索. 総務省行政管理局
- 電気通信事業法（昭和五十九年法律第八十六号）.e-Gov法令検索. 総務省行政管理局
- 技術士法（昭和五十八年法律第二十五号）.e-Gov法令検索. 総務省行政管理局

- 不正競争防止法（平成五年法律第四十七号）